# Area metropolitana di Roma

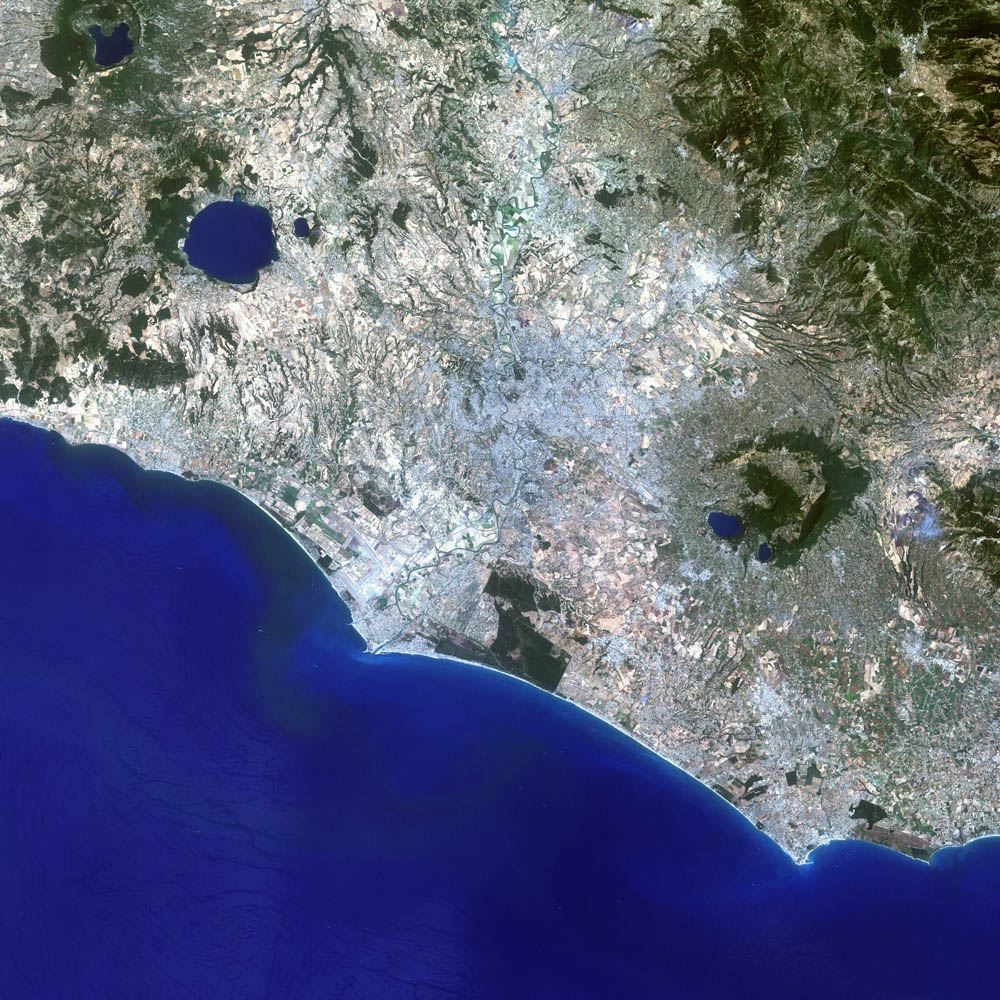
Area metropolitana di Roma vista dal satellite

Per area metropolitana di Roma si intende il territorio che comprende Roma, la sua città metropolitana e alcuni comuni delle province limitrofe, che hanno con esso stretti rapporti di integrazione di tipo economico, culturale, sociale, territoriale.
Uno studio ISPRA, che riporta dati del 2001, usava per l'analisi dell'area metropolitana l'estensione della provincia di Roma che è di 5.352 km² e che all'epoca aveva una popolazione di circa 3.850.000 abitanti (4.321.244 nel 2014).

## Ente amministrativo
L'iter per la definizione dell'area metropolitana di Roma ha avuto inizio nel 1995, con un accordo tra regione, provincia e comune.
Successivamente con la legge regionale 4/1997 viene costituita la conferenza metropolitana, composta da membri di provincia, regione e comuni interessati, con il compito di coordinare le politiche interne all'area metropolitana, e formulare proposte generali su vari temi, tra cui la pianificazione territoriale, la mobilità e l'inquinamento atmosferico, tutela dell'ambiente, smaltimento rifiuti, pianificazione commerciale e culturale e servizi generali di vasto interesse. In quell'occasione viene imposto un limite di 270 giorni per la definizione dei confini, compito poi disatteso.
Nel decreto legislativo 267/2000 si parla ancora di area metropolitana di Roma, come un territorio comprendente il comune di Roma e le città limitrofe, riproponendo una data limite per la definizione dei suoi confini da parte della Regione.

### Città metropolitana
Nel 2001 il Comune di Roma approva con una delibera la sua partecipazione all'Area Metropolitana. Viene proposto inoltre alla regione, di costituire degli enti per il coordinamento delle decisioni nell'area circostante al comune, che siano inoltre funzionali alla costituzione di un vero e proprio governo di area vasta, attraverso l'ente della Città metropolitana, definito nella legge 142/1990 e successivamente ripreso nella riforma costituzionale del 2001.
L'idea di costituire la "Città Metropolitana" è stata riproposta nel 2008 e nel dicembre 2009 dal presidente della provincia Nicola Zingaretti, trovando inizialmente la contrarietà del sindaco della città Gianni Alemanno, che vedeva il rischio della perdita di valore di Roma in quanto capitale d'Italia..
La Città metropolitana di Roma capitale è prevista dalla legge delega sul federalismo fiscale n. 42 del 5 maggio 2009.
Il 7 luglio 2010 si è svolto a Roma il convegno Capitale Metropolitana: un nuovo assetto istituzionale per garantire sviluppo sostenibile, competitività e qualità della vita: nell'occasione, Nicola Zingaretti ha proposto di far coincidere la nascita della Città Metropolitana di Roma Capitale con la scadenza dei consigli comunale e provinciale, nel 2013; ha proposto, inoltre, la creazione di una Conferenza metropolitana che definisca i caratteri e la delimitazione della città metropolitana.
Il 1º gennaio 2015 nacque ufficialmente la Città metropolitana di Roma.

## Geografia

### Geografia fisica

#### Orografia
L'orografia della città metropolitana di Roma è composta da tre sistemi montuosi principali:
- il gruppo antiappennico dei Monti della Tolfa e dei Monti Sabatini, a nord-ovest, al confine con la provincia di Viterbo;
- il Subappennino laziale con i Monti Lucretili, i Monti Tiburtini, i Monti Prenestini, i Monti Ruffi, i Monti Affilani e i Monti Simbruini a est, al confine con la provincia di Rieti e la provincia dell'Aquila;
- i Colli Albani e la parte settentrionale dei monti Lepini a sud-est, al confine con le province di Latina e Frosinone.

La cima più alta della città metropolitana si trova sui monti Simbruini con il Monte Autore (1855 m) in località Vallepietra, altre cime importanti si trovano sui Monti Lucretili con il Monte Pellecchia (1368 m), sui Monti Affiliani con il Monte delle Pianezze (1332 m), sui Monti Ruffi con il Monte Costasole (1253 m), sui Monti Lucretili con il Monte Gennaro (1271 m), sui Monti Prenestini con il Monte Guadagnolo (1218 m s.l.m.), e sui Monti Lepini con il Monte Semprevisa (1536 m). Oltre ai suddetti gruppi montuosi sono da menzionare il Monte Soratte e i Monti Cornicolani, che costituiscono la cosiddetta Dorsale Tiberina, una dorsale carbonatica risalente al periodo meso-cenozoico.

#### Idrografia
Il principale fiume della città metropolitana di Roma Capitale è il Tevere di cui appartengono alla Città metropolitana i bacini idrografici del medio e basso percorso, da Ponzano Romano alla foce.
Il secondo fiume per importanza è l'Aniene, che confluisce nel Tevere presso Roma. Il suo corso si sviluppa quasi interamente nel territorio della Città metropolitana di Roma.
Altri fiumi minori i cui bacini sono in tutto o in parte all'interno della Città metropolitana di Roma sono:
- Mignone, segna in parte il confine con la provincia di Viterbo;
- Arrone, emissario del lago di Bracciano, scorre interamente nella Città metropolitana;
- Farfa, affluente del Tevere, scorre in parte nella Città metropolitana;
- Incastro, emissario del lago di Nemi, sfocia nel Tirreno presso Ardea;
- Sacco, affluente del Liri;
- Loricina, sfocia nel Tirreno a Nettuno;
- Astura, sfocia nel Tirreno preso l'omonima torre, segna il confine sul litorale con la provincia di Latina.

Nella Città metropolitana di Roma si trovano tre dei cinque principali laghi del Lazio e precisamente:
- Lago di Bracciano, situato nella parte a nord-ovest del distretto vulcanico sabatino; primo lago della Città metropolitana per estensione (57,5 km²) e secondo nella regione, è di origine vulcanica. Appartenente al Parco naturale regionale del complesso lacuale di Bracciano - Martignano, è una località turistica sulle cui coste si affacciano i centri di Trevignano Romano (a nord), Bracciano (a ovest) e Anguillara Sabazia (a sud).
- Lago Albano, situato nella zona a sud-est del Vulcano Laziale, di origine vulcanica. È il lago vulcanico più profondo di Italia con 170 m, che si è originato dall'unione di due crateri. Bagna i centri di Castel Gandolfo e Albano Laziale
- Lago di Nemi, secondo lago del Vulcano Laziale, separato dal lago Albano dal Monte Cavo. Occupa una superficie di 1,67 km² e bagna Nemi.

Laghi minori sono:
- Lago di Giulianello o Lago La Torre, appartenente alla zona del Vulcano Laziale; con un'estensione di 0,12 km², è il terzo lago dei Colli Albani, appartiene al comune di Artena ormai dai tempi del Cardinale Scipione Borghese, un tempo signore della città.
- Lagustelli, due complessi lacustri di origine carsica, situati non lontani da Percile, sui Monti Lucretili.
- Lago di Martignano, bacino di origine vulcanica, situato non lontano dal Lago di Bracciano; appartenente al Parco naturale regionale del complesso lacuale di Bracciano - Martignano, è compreso nei comuni di Roma, Campagnano di Roma e Anguillara Sabazia.

La Città metropolitana di Roma è lambita a ovest dal Mar Tirreno, con una costa di circa 133 km, compresa in 11 dei 121 comuni, situati tra Civitavecchia e Torre Astura, nei pressi di Nettuno e non lontana dalla foce dell'omonimo torrente, che segna il confine con la provincia di Latina.
Il litorale presenta una conformazione bassa e sabbiosa, con la sola eccezione di Capo Linaro a Santa Marinella, costituito da rocce; altra caratteristica di questa costa è il colore della rena, che spazia dagli ambrati lidi dell'area meridionale, di Santa Severa, Santa Marinella e Civitavecchia, a quelli più scuri, diffusi tra Palidoro e Marina di Cerveteri.

## Trasporti

### Strade e autostrade
L'area metropolitana di Roma è servita da cinque autostrade:
- Autostrada del Sole: principale infrastruttura stradale italiana, che porta da Milano a Napoli, passa nel territorio della Capitale per circa 80 km, compresi tra Ponzano Romano e Colleferro; a questi, si aggiungono i 40 km delle diramazioni che collegano il Grande Raccordo Anulare agli allacciamenti di Fiano Romano e San Cesareo.
- Autostrada Azzurra: corre per il litorale laziale settentrionale, diventando un'alternativa alla Statale Aurelia. Inizialmente concepita per raggiungere Genova, da cui si diramano le autostrade per Milano e la Francia, attualmente la sua fine è posta a Tarquinia. Il casello di Civitavecchia sud sulla A12.
- Autostrada dei Parchi: principale collegamento tra Roma e i capoluoghi abruzzesi di L'Aquila e Teramo. Dopo un tratto urbano, che sta per essere ampliato con una complanare al fine di decongestionare il traffico mattiniero dei pendolari, l'A24 corre in direzione est, toccando Tivoli, Castel Madama, Vicovaro e Mandela, per poi raggiungere il confine con l'Abruzzo poco prima dell'area di servizio Civita, al km 46.
- Grande Raccordo Anulare di Roma: attualmente sprovvisto di pedaggio, circonda la capitale per 68 km. Inaugurato come circonvallazione, oggi è stato ammodernato con la costruzione della terza corsia nel quadrante Nord-Ovest (da Aurelia a Salaria) e la realizzazione di nuovi svincoli in prossimità di Montespaccato, Casal del Marmo, Trionfale e Bufalotta.
- Autostrada Roma-Fiumicino: collega Roma all'Aeroporto Leonardo Da Vinci. Inizialmente concepita come strada statale, è stata promossa al rango di autostrada nel 1969, e ammodernata a seguito della realizzazione della nuova fiera di Roma, situata a metà strada tra Fiumicino e il Grande Raccordo Anulare.

### Ferrovie
Primo snodo ferroviario della città metropolitana è la Stazione Termini di Roma, da cui si diramano le principali linee non solo regionali, ma anche nazionali. Di qui passano, infatti, non solo le linee ad alta velocità per Torino, Milano, Venezia, Firenze e Napoli, ma anche la ferrovia per l'Aeroporto Leonardo Da Vinci di Fiumicino e le linee regionali dirette ad Ancona, Genova e Pescara.
Altri importanti scali sono la Stazione di Roma Tiburtina e Stazione di Roma Ostiense, per cui passano le linee principali delle Ferrovie regionali del Lazio e la linea ferroviaria diretta al quartiere romano di Lido di Ostia.
Dalla Stazione di Roma San Pietro, non lontana dalla Basilica di San Pietro in Vaticano, invece partono le linee per Pisa, Viterbo e la Città del Vaticano.

### Metropolitana e linee suburbane
La rete metropolitana è operativa su 59 km e 73 stazioni ed è composta da 3 linee (A, B/B1 e C), gestite dall'ATAC, società in house di proprietà comunale.
Sono operative, inoltre, ferrovie regionali, denominate Ferrovie Laziali ed operate da Trenitalia sul nodo ferroviario di Roma, numerate da FL1 a FL8, oltre al collegamento rapido Leonardo Express fra la stazione Termini e l'aeroporto di Fiumicino, e tre ferrovie concesse gestite dall'ATAC (Roma-Lido, Roma-Giardinetti e Roma-Civita Castellana-Viterbo).

### Aeroporti
L'aeroporto principale della Città metropolitana è quello di Fiumicino (ex-zona di Roma, comune autonomo dal 1993), intitolato alla memoria di Leonardo da Vinci, con quasi 42 milioni di passeggeri l'anno.
Secondo è il "Giovanni Battista Pastine", noto anche come "aeroporto di Roma-Ciampino", nella periferia sud-est, frequentato prevalentemente dalle compagnie aeree a basso costo e da 6 milioni di passeggeri. Altri scali civili sono l'Aeroporto di Roma-Urbe e quello di Aquino.
Di notevole rilevanza sono gli aeroporti militari "Mario de Bernardi" di Pratica di Mare, nel comune di Pomezia e "Alfredo Barbieri" di Guidonia Montecelio.

### Porti
Primo scalo della Città metropolitana, nonché della regione Lazio, è il porto di Civitavecchia, da cui partono i collegamenti marittimi con Malta, la Spagna, la Sardegna, la Sicilia e la Tunisia. Altrettanto importante è il porto di Fiumicino, situato a non molta distanza da Roma. La Città metropolitana partecipa alla gestione di tali porti attraverso un rappresentante, designato dal Consiglio metropolitano, all'interno del Comitato di gestione dell'Autorità di Sistema Portuale del Mar Tirreno Centro settentrionale, l'ente pubblico che gestisce gli scali laziali di prima e seconda classe (Civitavecchia, Fiumicino e Gaeta).
Di rilevanza prettamente turistica sono il nuovo porto di Roma ad Ostia, il porto di Anzio, da cui è possibile raggiungere l'arcipelago Pontino, e il porto turistico di Nettuno. Inaugurato nel 1986, con i suoi 800 posti barca, 14 pontili e 3 000 metri di molo, è uno dei maggiori porti turistici del Tirreno.